# Mravljakova žaga
Mravljakova žaga, v starejših virih tudi Repiška žaga, je opuščen žagarski obrat ob potoku Vuhreščica na Pohorju. Je eden redkih še stoječih žagarskih obratov z žago »venecijanko« na Slovenskem. 
Stoji v kraju Sveti Anton na Pohorju na levi strani ceste Radlje ob Dravi – Vuhred – Ribnica na Pohorju, ob hiši z naslovom Sv. Anton na Pohorju 79.
Žaga venecianka je delovala še okoli časa slovenske osamosvojitve. Po predvidevanjih izvira iz 19. stoletja in je edina žaga, ki je še ostala na potoku Vuhreščica, čeprav je bilo tukaj nekoč več kot 70 žag. Žaga je skupaj z drugimi žagami na Vuhreščici skrbela predvsem za lokalne potrebe, nekaj lesa pa je bilo s splavi prepeljano tudi drugam.